# Ventimiglia
Ventimiglia este un oraș și comună în provincia Imperia, Liguria (Italia).
Orașul este situat la vărsarea în Marea Mediterană a râului Roia, la 8 km de granița cu Franța. Teritoriul localității confinează cu cel al comunelor Menton și Castellar. Punctul cel mai înalt de pe teritoriul comunei este vârful muntelui Grammondo (1378 m).

## Demografie
Ventimiglia - evoluția demografică

|  | Graficele sunt indisponibile din cauza unor probleme tehnice. Mai multe informații se găsesc la Phabricator și la wiki-ul MediaWiki. |

Date: Recensăminte sau birourile de statistică - grafică realizată de Wikipedia

## Galerie

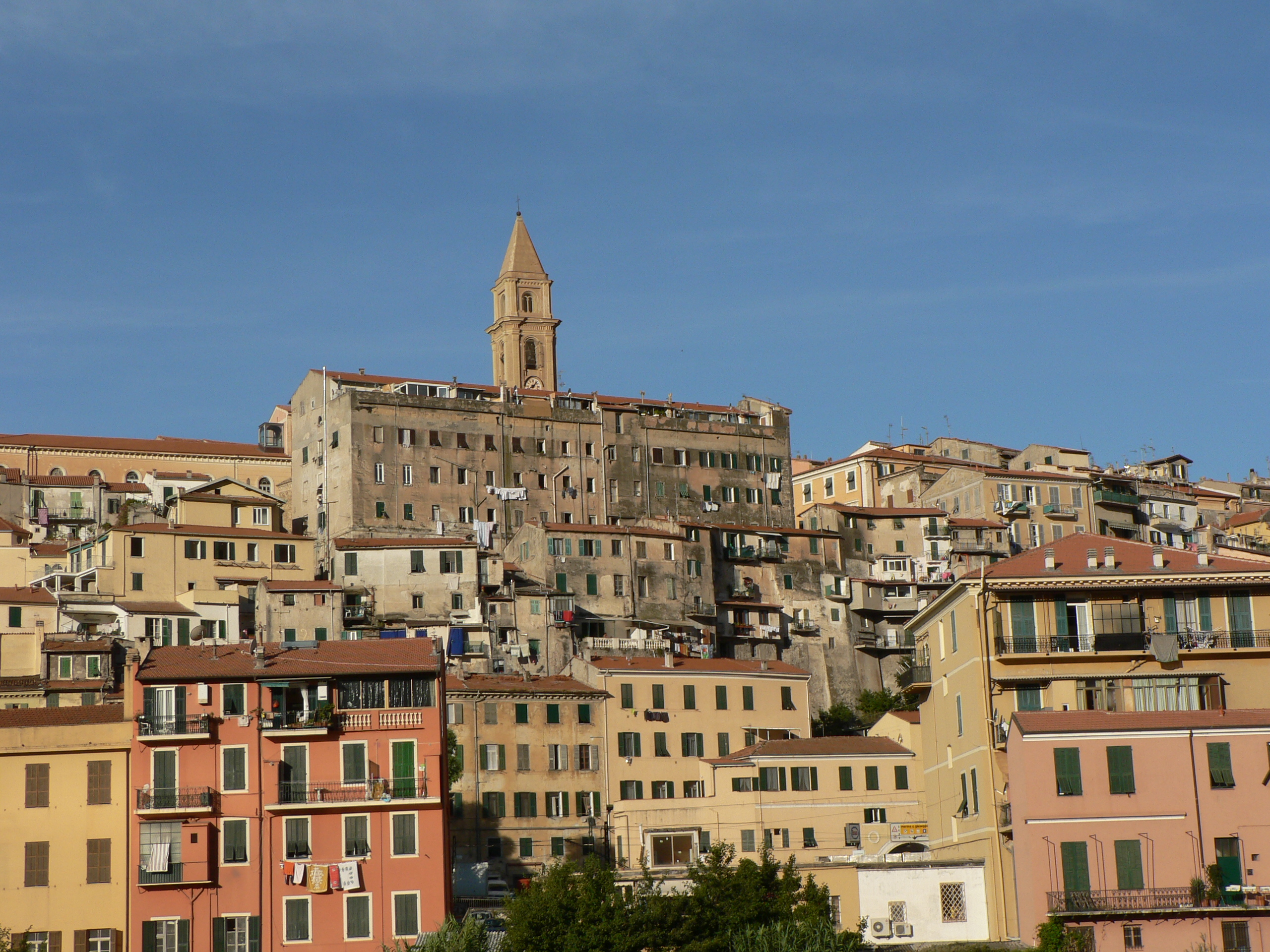
Centrul istoric
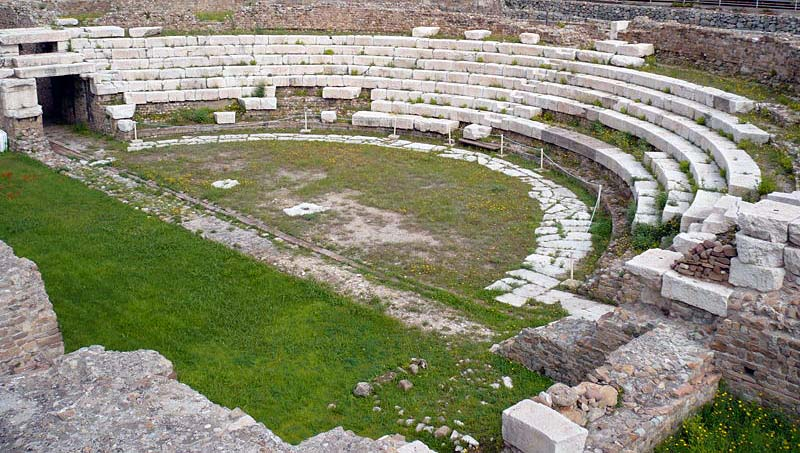
Teatrul roman
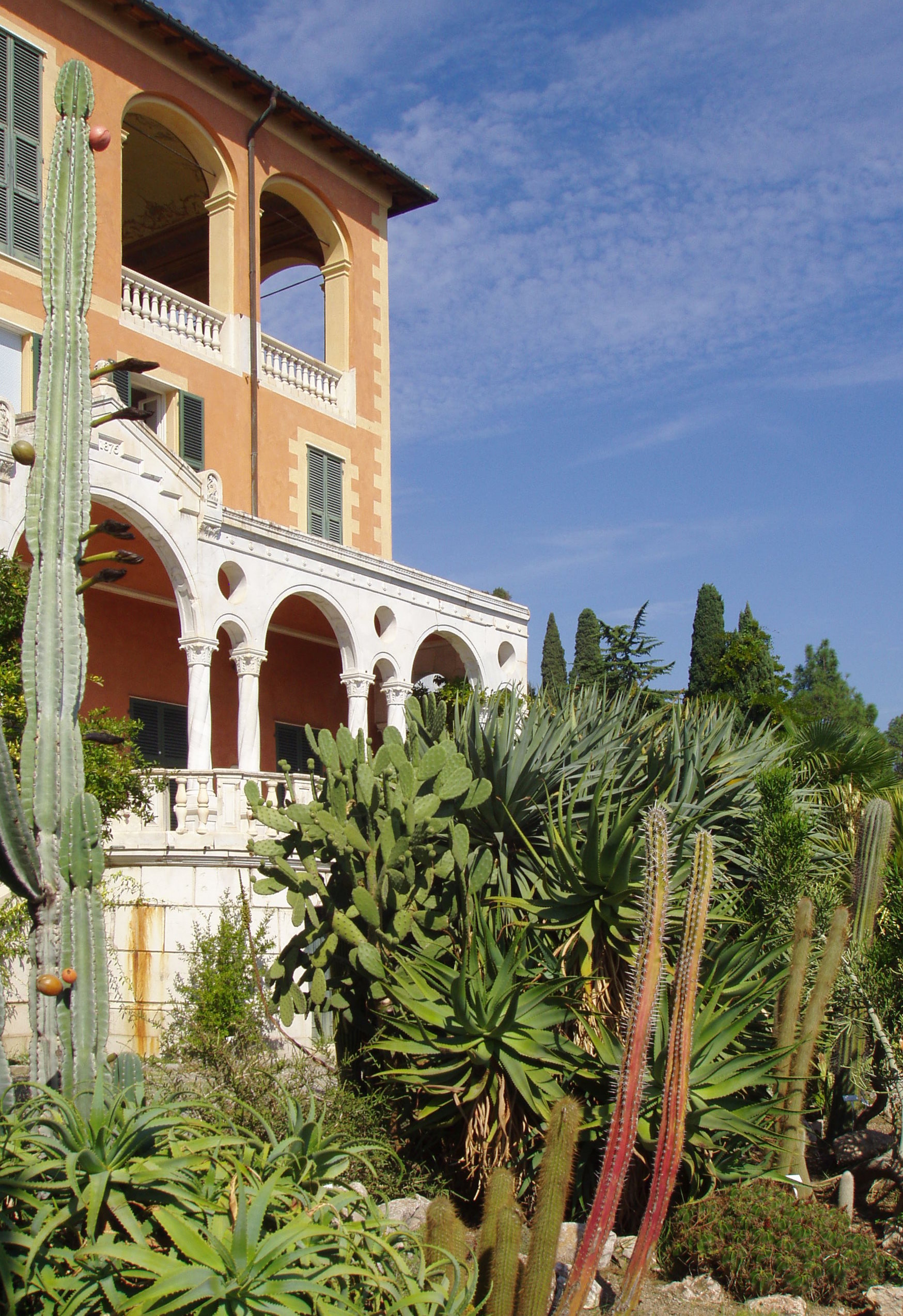
Grădina Botanică, vila Hanbury
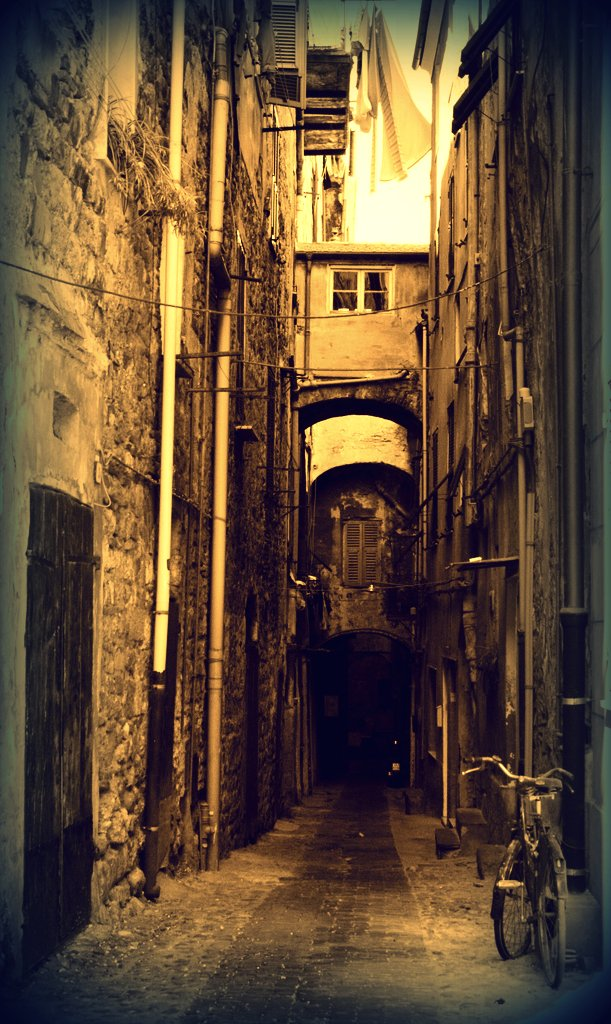
I carrugi (ulițele)